# Brian Flynn
Brian Flynn (Port Talbot, 12 ottobre 1955) è un ex calciatore e allenatore di calcio gallese, di ruolo centrocampista.

## Palmarès

### Giocatore
- Community Shield: 1

Burnley: 1973

### Allenatore
- Welsh FA Cup: 1

Wrexham: 1994-1995
- FAW Premier Cup: 3

Wrexham: 1997-1998, 1999-2000, 2000-2001
- Football League One: 1

Doncaster: 2012-2013